# Torneio de xadrez de Groninga de 1946

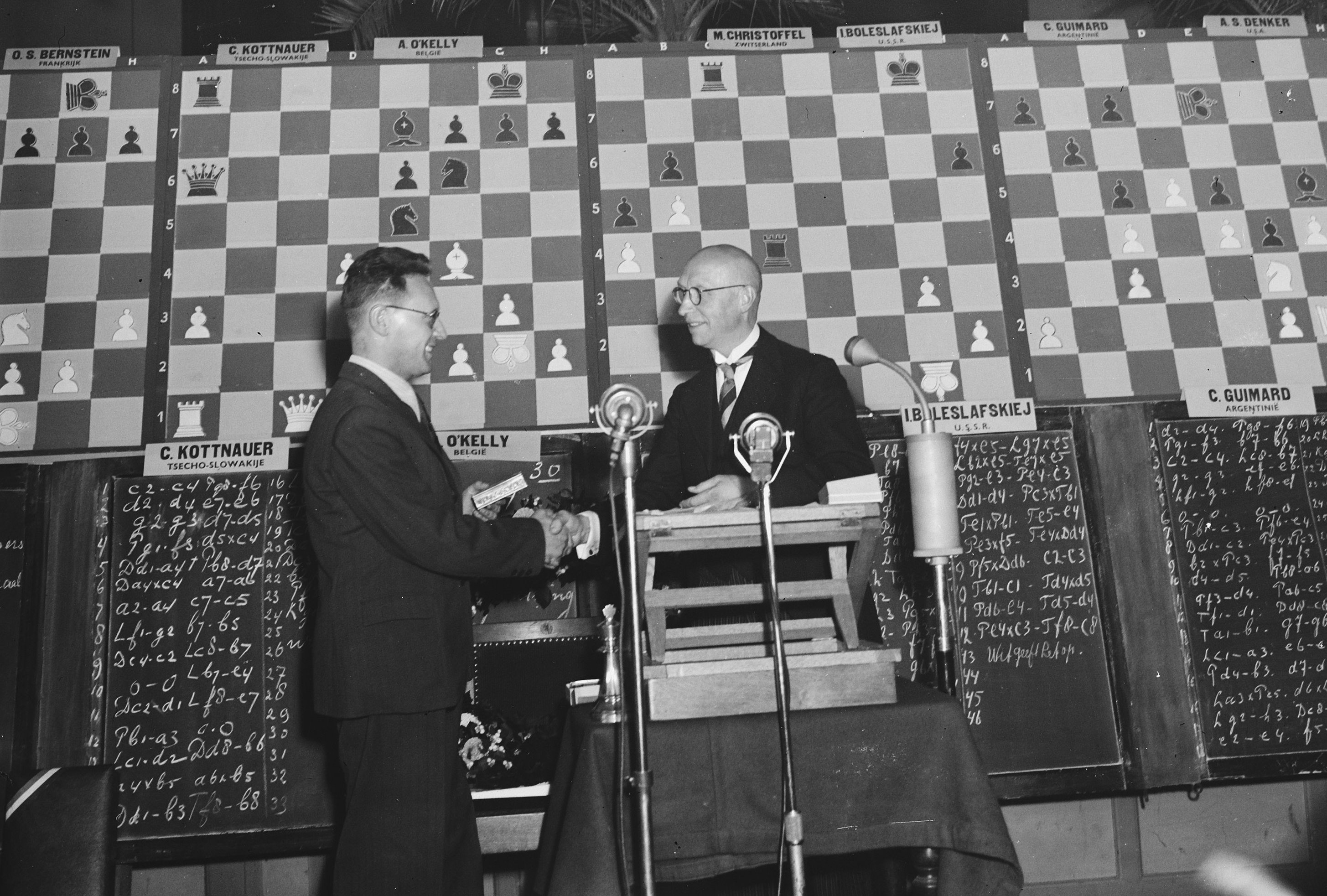
Botvinnik

O Torneio de xadrez de Groninga de 1946 foi a primeira competição internacional de xadrez após a Segunda Guerra Mundial, realizada na cidade de Groninga nos Países Baixos entre 12 de agosto e 9 de setembro. Foi considerado um milagre que o país tenha conseguido realizar um evento desta magnitude a apenas 15 meses do final da guerra. Mikhail Botvinnik venceu a competição meio ponto a frente do ex-campeão mundial Max Euwe. Foi a primeira vitória de Botvinnik sozinho fora da União Soviética e o último grande resultado de Euwe.
O torneio foi também o primeiro torneio fora da União Soviética com a participação dos Soviéticos, que foram bem sucedidos na competição, dando início a era de supremacia do país sobre o xadrez internacional. A competição teve vinte participantes sendo disputada no formato todos-contra-todos. Embora o nível dos participantes fosse alto, alguns dos melhores jogadores da época não participaram como Samuel Reshevsky, Reuben Fine e Paul Keres cuja permissão para viajar foi negada pelas autoridades soviéticas neste período.

## Tabela de resultados
|    | Player                    | 01 | 02 | 03 | 04 | 05 | 06 | 07 | 08 | 09 | 10 | 11 | 12 | 13 | 14 | 15 | 16 | 17 | 18 | 19 | 20 | Total | Place |
| -- | ------------------------- | -- | -- | -- | -- | -- | -- | -- | -- | -- | -- | -- | -- | -- | -- | -- | -- | -- | -- | -- | -- | ----- | ----- |
| 01 | Mikhail Botvinnik         | *  | ½  | 1  | 0  | 1  | 1  | ½  | 1  | 1  | ½  | 0  | 1  | 1  | 0  | 1  | 1  | 1  | 1  | 1  | 1  | 14½   | 1     |
| 02 | Max Euwe                  | ½  | *  | 0  | ½  | 1  | 1  | ½  | ½  | ½  | 1  | 0  | ½  | 1  | 1  | 1  | 1  | 1  | 1  | 1  | 1  | 14    | 2     |
| 03 | Vasily Smyslov            | 0  | 1  | *  | ½  | ½  | 1  | ½  | ½  | ½  | ½  | ½  | ½  | 1  | ½  | ½  | ½  | 1  | 1  | 1  | 1  | 12½   | 3     |
| 04 | Miguel Najdorf            | 1  | ½  | ½  | *  | 1  | 1  | ½  | 0  | ½  | ½  | ½  | ½  | 0  | 1  | ½  | ½  | ½  | 1  | 1  | 1  | 11½   | 4–5   |
| 05 | László Szabó\|            | 0  | 0  | ½  | 0  | *  | 1  | ½  | 0  | 1  | 0  | 1  | ½  | 1  | 1  | ½  | 1  | ½  | 1  | 1  | 1  | 11½   | 4–5   |
| 06 | Isaac Boleslavsky         | 0  | 0  | 0  | 0  | 0  | *  | ½  | 1  | 1  | 1  | 1  | 1  | ½  | ½  | ½  | ½  | ½  | 1  | 1  | 1  | 11    | 6–7   |
| 07 | Salo Flohr                | ½  | ½  | ½  | ½  | ½  | ½  | *  | ½  | ½  | ½  | 0  | ½  | ½  | 1  | ½  | 1  | ½  | ½  | 1  | 1  | 11    | 6–7   |
| 08 | Erik Lundin               | 0  | ½  | ½  | 1  | 1  | 0  | ½  | *  | ½  | 0  | ½  | 1  | 0  | 1  | 0  | ½  | ½  | 1  | 1  | 1  | 10½   | 8–9   |
| 09 | Gösta Stoltz              | 0  | ½  | ½  | ½  | 0  | 0  | ½  | ½  | *  | 1  | ½  | ½  | 1  | ½  | 1  | 1  | 0  | ½  | 1  | 1  | 10½   | 8–9   |
| 10 | Arnold Denker             | ½  | 0  | ½  | ½  | 1  | 0  | ½  | 1  | 0  | *  | 0  | ½  | 0  | ½  | 1  | ½  | ½  | 1  | 1  | ½  | 9½    | 10    |
| 11 | Alexander Kotov           | 1  | 1  | ½  | ½  | 0  | 0  | 1  | ½  | ½  | 1  | *  | ½  | 0  | ½  | 0  | 1  | ½  | 0  | 1  | 0  | 9½    | 10    |
| 12 | Savielly Tartakower       | 0  | ½  | ½  | ½  | ½  | 0  | ½  | 0  | ½  | ½  | ½  | *  | 1  | ½  | ½  | 1  | 1  | ½  | ½  | ½  | 9½    | 10    |
| 13 | Čeněk Kottnauer           | 0  | 0  | 0  | 1  | 0  | ½  | ½  | 1  | 0  | 1  | 1  | 0  | *  | 1  | 1  | 0  | ½  | ½  | 0  | 1  | 9     |       |
| 14 | Daniel Yanofsky           | 1  | 0  | ½  | 0  | 0  | ½  | 0  | 0  | ½  | ½  | ½  | ½  | 0  | *  | ½  | 1  | 1  | 1  | ½  | ½  | 8½    |       |
| 15 | Ossip Bernstein           | 0  | 0  | ½  | ½  | ½  | ½  | ½  | 1  | 0  | 0  | 1  | ½  | 0  | ½  | *  | ½  | ½  | ½  | 0  | 0  | 7     |       |
| 16 | Carlos Guimard            | 0  | 0  | ½  | ½  | 0  | ½  | 0  | ½  | 0  | ½  | 0  | 0  | 1  | 0  | ½  | *  | 1  | ½  | ½  | 1  | 7     |       |
| 17 | Milan Vidmar              | 0  | 0  | 0  | ½  | ½  | ½  | ½  | ½  | 1  | ½  | ½  | 0  | ½  | 0  | ½  | 0  | *  | ½  | ½  | 0  | 6½    |       |
| 18 | Herman Steiner            | 0  | 0  | 0  | 0  | 0  | 0  | ½  | 0  | ½  | 0  | 1  | ½  | ½  | 0  | ½  | ½  | ½  | *  | 1  | ½  | 6     |       |
| 19 | Albéric O'Kelly de Galway | 0  | 0  | 0  | ½  | 0  | 0  | 0  | 0  | 0  | 0  | 0  | ½  | 1  | ½  | 1  | ½  | ½  | 0  | *  | 1  | 5½    |       |
| 20 | Martin Christoffel        | 0  | 0  | 0  | 0  | 0  | 0  | 0  | 0  | 0  | ½  | 1  | ½  | 0  | ½  | 1  | 0  | 1  | ½  | 0  | *  | 5     |       |